# Jordi Sánchez i Zaragoza
Jordi Sánchez i Zaragoza (Barcelona, 13 mei 1964) is een Catalaans acteur, toneel- en scenarioschrijver.

## Levensloop
Sánchez werkte aanvankelijk als verpleger maar oefende dit beroep niet lang uit. Hij ging toneel studeren aan het Institut del Teatre in zijn geboortestad. Na zijn opleiding richtte hij samen met enkele andere acteurs de theaterproductiemaatschappijen Kràmpack en L'avern Produccions op. In een periode van tien jaar realiseerden zij diverse toneelstukken en twee televisieseries die in Spanje zeer succesvol waren: L'un per l'altre en Plats bruts. Ook bij heruitzendingen in het zomerseizoen bleef Plats bruts hoge kijkcijfers halen. Twee van zijn scenario's werden verfilmd: Excuses en Kràmpack.
In 2001 werd Sánchez genomineerd voor de Fotogramas de Plata als beste acteur in Plats bruts, de serie in zijn geheel won de Ondas voor de beste televisieserie. In 2005 volgde de Premi Max d'arts escèniques voor beste acteur in Kràmpack.

## Enkele werken
Rollen
- En la ciudad (2003), als Andrés
- Plats bruts (1999-2002), als López
- La que se avecina (2007), als  Antonio Recio[3]

Scenario's
- Plats bruts, televisieserie
- Kràmpack (1994, ook als acteur)
- Sóc lletja (1997)
- L'un per l'altre (2004), televisieserie